# Bystřice (vattendrag i Tjeckien, Olomouc, lat 49,60, long 17,28)
Bystřice är ett vattendrag i Tjeckien.   Det ligger i regionen Olomouc, i den östra delen av landet, 210 km öster om huvudstaden Prag.